# April Stewart
April Stewart (nascida a 1 de Abril de 1969) é uma atriz de voz americana.

## Carreira
Stewart é mais conhecida por dar a voz a várias personagens femininas na comédia animada  South Park ao lado da atriz de voz Mona Marshall. Faz a voz de  Wendy Testaburger, Liane Cartman, Sharon Marsh, Carol McCormick, Shelley Marsh, Mayor McDaniels, Principal Victoria e outras. Também é a voz de Maria Rivera on na série da Nicolondeon El Tigre: The Adventures of Manny Rivera e voz de Raava e Fire Lord Izumi em The Legend of Korra. Também faz a voz de Bloody Mary, a personagem principal do jogo Infamous: Festival of Blood.

## Vida Pessoal
Nascida e educada em Truckee, California, Stewart começou a atuar aos 12 anos de idade. O seu pai, Freddie Stewart, era um cantor da  Tommy Dorsey Orchestra. Ela deu á luz o seu primeiro filho, uma menina, em 2008.[carece de fontes?]

### Televisão
| Ano          | Título                                   | Papel                                            | Notas                                                       |
| ------------ | ---------------------------------------- | ------------------------------------------------ | ----------------------------------------------------------- |
| 2004–present | South Park                               | Various                                          |                                                             |
| 2005         | American Dad!                            | Salima, Bahir                                    | Ep. "Stan of Arabia: Part 1"                                |
| 2005         | All Grown Up!                            | Caroler                                          | Ep. "The Finster Who Stole Christmas"                       |
| 2006         | The Grim Adventures of Billy & Mandy     | Waitress, Scorpion Mom, Additional Voices        | Ep. "Dumb-Dumbs and Dragons/Fear and Loathing in Endsville" |
| 2007         | Danny Phantom                            | Pandora                                          | Ep. "Boxed-Up Fury"                                         |
| 2007–08      | El Tigre: The Adventures of Manny Rivera | Maria Rivera, CC Puede, Scout Leader             |                                                             |
| 2009         | Wolverine and the X-Men                  | Selene                                           |                                                             |
| 2011         | Geronimo Stilton                         | That Other Guy                                   |                                                             |
| 2011         | Regular Show                             | Susan, Woman #1                                  | Eps. "Benson Be Gone" & "But I Have a Receipt"              |
| 2011         | The Penguins of Madagascar               | Mom Visitor, Kid Visitor                         | Ep. "Gut Instinct/I Know Why the Caged Bird Goes Insane"    |
| 2011–12      | Phineas and Ferb                         | Vozes Adicionais                                 |                                                             |
| 2012–14      | Winx Club                                | Vanessa, Eldora, Aisha's Guardian of the Sirenix |                                                             |
| 2012–15      | Randy Cunningham: 9th Grade Ninja        | Marci McFist                                     |                                                             |
| 2013–14      | The Legend of Korra                      | Raava, Fire Lord Izumi                           |                                                             |
| 2014–17      | Avengers Assemble                        | Zarda, Lady Zartra                               |                                                             |
| 2015–17      | Be Cool, Scooby-Doo!                     | Wendy Palloy, Bonnie, Martha, Tommy              |                                                             |
| 2016–17      | The Loud House                           | Bratty Kid's Mom, Scout Leader                   |                                                             |
| 2016–17      | DC Super Hero Girls                      | Granny Goodness, Stompa, Ms. Moone               |                                                             |
| 2018         | Spider-Man                               | Silver Sable                                     | Ep. "Take Two"                                              |
| 2020         | Blaze and the Monster Machines           | Blaze's Mom                                      | Ep. "The Blaze Family"                                      |

### Jogos
| Ano  | Jogo                                    | Papel | Notas                                            |
| ---- | --------------------------------------- | --- | ------------------------------------------------ |
| 2003 | Star Wars: Knights of the Old Republic  | Marlena Venn, Thalia May, Twi'lek, Angry Woman, Jedi, Jedi Knight, Sith Archaeologist, Sith Student, Sith Teacher, Slave, Swoop Groupie |                                                  |
| 2004 | World of Warcraft                       | Garona Halforcen, Mayor Roz |                                                  |
| 2004 | A Series of Unfortunate Events          | Justice Strauss |                                                  |
| 2005 | Guild Wars                              | Narrator |                                                  |
| 2005 | Age of Empires III                      | Queen Isabella |                                                  |
| 2006 | Dirge of Cerberus: Final Fantasy VII    | Lucrecia Crescent |                                                  |
| 2006 | Final Fantasy XII                       | Mjrn |                                                  |
| 2006 | Marvel: Ultimate Alliance               | Ms. Marvel, Namorita, Hussar |                                                  |
| 2006 | Dead or Alive Xtreme 2                  | Christie |                                                  |
| 2007 | Mass Effect                             | Nelyna, Additional Voices |                                                  |
| 2007 | The Golden Compass                      | Witch, Maid, Nosy Shopper |                                                  |
| 2008 | Valkyria Chronicles                     | Selvaria Bles, Yoko Martens |                                                  |
| 2008 | Zen Pinball                             | Wendy Testaburger |                                                  |
| 2008 | Kung Fu Panda: Legendary Warriors       | Wu Wan, Rabbit #2, Wu Minion #2 |                                                  |
| 2009 | X-Men Origins: Wolverine                | Kayla Silverfox, Weapon-X Computer |                                                  |
| 2009 | Marvel: Ultimate Alliance 2             | Ms. Marvel, Namorita |                                                  |
| 2009 | South Park Let's Go Tower Defense Play! | Wendy Testaburger, Additional Voices |                                                  |
| 2009 | Brütal Legend                           | Battle Nuns |                                                  |
| 2009 | Dragon Age: Origins                     | Wise Elf Female |                                                  |
| 2009 | Avatar: The Game                        | RDA |                                                  |
| 2010 | Final Fantasy XIII                      | Cocoon Inhabitants |                                                  |
| 2010 | Valkyria Chronicles II                  | Selvaria Bles |                                                  |
| 2010 | Resonance of Fate                       | Barbarella, Veronique |                                                  |
| 2010 | God of War III                          | Aphrodite |                                                  |
| 2010 | Dead or Alive Paradise                  | Christie |                                                  |
| 2010 | Metal Gear Solid: Peace Walker          | Soldiers |                                                  |
| 2010 | Fallout: New Vegas                      | Various |                                                  |
| 2011 | Dead or Alive: Dimensions               | Christie |                                                  |
| 2011 | Infamous 2                              | Bloody Mary | Festival of Blood DLC                            |
| 2011 | The Elder Scrolls V: Skyrim             | Various | Also Dragonborn expansion                        |
| 2011 | Star Wars: The Old Republic             | Additional Voices |                                                  |
| 2012 | Guild Wars 2                            | PC Human Female | Also Heart of Thorns and Path of Fire expansions |
| 2012 | Final Fantasy XIII-2                    | Additional Voices |                                                  |
| 2012 | Dishonored                              | Empress Jessamine Kaldwin, The Heart |                                                  |
| 2013 | The Cave                                | Twins' Mother |                                                  |
| 2013 | BioShock Infinite                       | Vozes Adicionais |                                                  |
| 2013 | Marvel Heroes                           | Jean Grey, Psylocke |                                                  |
| 2013 | Deadpool                                | Death, Developer #3, Brawler Female |                                                  |
| 2013 | Infinity Blade III                      | Additional Voices |                                                  |
| 2013 | Tomodachi Life                          | Additional Voices | Holly                                            |
| 2014 | South Park: The Stick of Truth          | Várias |                                                  |
| 2014 | Infamous Second Son                     | Female Pedestrians |                                                  |
| 2014 | Dawngate                                | Amarynth, Nissa |                                                  |
| 2014 | WildStar                                | Cassian Female, Mechari Female |                                                  |
| 2014 | Lightning Returns: Final Fantasy XIII   | Carla, Scout |                                                  |
| 2014 | Destiny                                 | Petra Venj, Awoken Pilot, City Civilian                                                                                                 |                                                  |
| 2014 | The Legend of Korra                     | Female Pro-Bender |                                                  |
| 2015 | Evolve                                  | Vozes Adicionais |                                                  |
| 2016 | XCOM 2                                  | US Soldier |                                                  |
| 2016 | Fallout 4: Far Harbor                   | Chase, Sister Aubert, Aster |                                                  |
| 2016 | Dishonored 2                            | Jessamine Kaldwin |                                                  |
| 2017 | Minecraft: Story Mode - Season Two      | Prisoner X/Xara, Cam, Additional Voices                                                                                                 | Season Two                                       |
| 2017 | Destiny 2                               | NPC Female, Petra Venj | Also Forsaken expansion                          |
| 2017 | South Park: The Fractured but Whole     | Várias |                                                  |